# Averfehrden
Averfehrden ist ein Ortsteil der Gemeinde Glandorf im Landkreis Osnabrück in Niedersachsen. Der Ort liegt nordwestlich des Hauptortes Glandorf. Westlich verläuft die B 475 und nördlich die Landesgrenze zu Nordrhein-Westfalen.

## Geschichte
Am 1. Juli 1972 wurde die Gemeinde Averfehrden zusammen mit Glandorf, Remsede, Schierloh, Schwege, Sudendorf und Westendorf in die Gemeinde Laer (ab dem 1. September 1975 Bad Laer) eingegliedert. Am 1. Mai 1981 wurde die Gemeinde Glandorf ausgegliedert. Mit Ausnahme von Remsede kamen alle damals nach Laer eingemeindeten Orte, somit auch Averfehrden, zur Gemeinde Glandorf.

## Persönlichkeiten
- August Raske (1901–1994), Richter am Bundesgerichtshof